# Koptische Evangelische Kirche
Die Koptische Evangelische Kirche von Ägypten, auch Evangelische Kirche von Ägypten oder Synode vom Nil (engl. Synod of the Nile, arabisch: El-Kanisah El-Injiliyah), ist eine presbyterianische bzw. reformierte Kirche.

## Geschichte
Die Kirche geht auf die Mission der amerikanischen Presbyterian Church (USA) unter Muslimen und Kopten in Ägypten in der zweiten Hälfte des 19. Jahrhunderts zurück. 1863 wurde das Evangelische Seminar in Kairo gegründet. Die Missionare errichteten anfänglich oft Schulen und dann erst Gottesdiensteinrichtungen. Ihre Unabhängigkeit von der amerikanischen Mutterkirche erlangte die Koptische Evangelische Kirche von Ägypten im Jahre 1958, dabei konnte sie den Großteil der in Ägypten befindlichen Einrichtungen der Mutterkirche übernehmen. Unter der Regierung Nassers wurden zahlreiche kirchliche Schulen verstaatlicht und einiges an Kirchenbesitz konfisziert.

## Bedeutung
Die derzeit rund 300 Gemeinden umfassen an die 300.000 Mitglieder, damit ist die Koptische Evangelische Kirche von Ägypten die größte protestantische Kirche im Nahen Osten. Sie betreibt die Entwicklungshilfeeinrichtung CEOSS. 
Die Koptische Evangelische Kirche von Ägypten ist auch außerhalb Ägyptens tätig, so versucht sie, durch  das Agape Christian Centre in London die dortige arabischsprachige Bevölkerung anzusprechen. 
Die Kirche ist Mitglied im Weltkirchenrat und im Reformierten Weltbund.